# Oswald Mathias Ungers

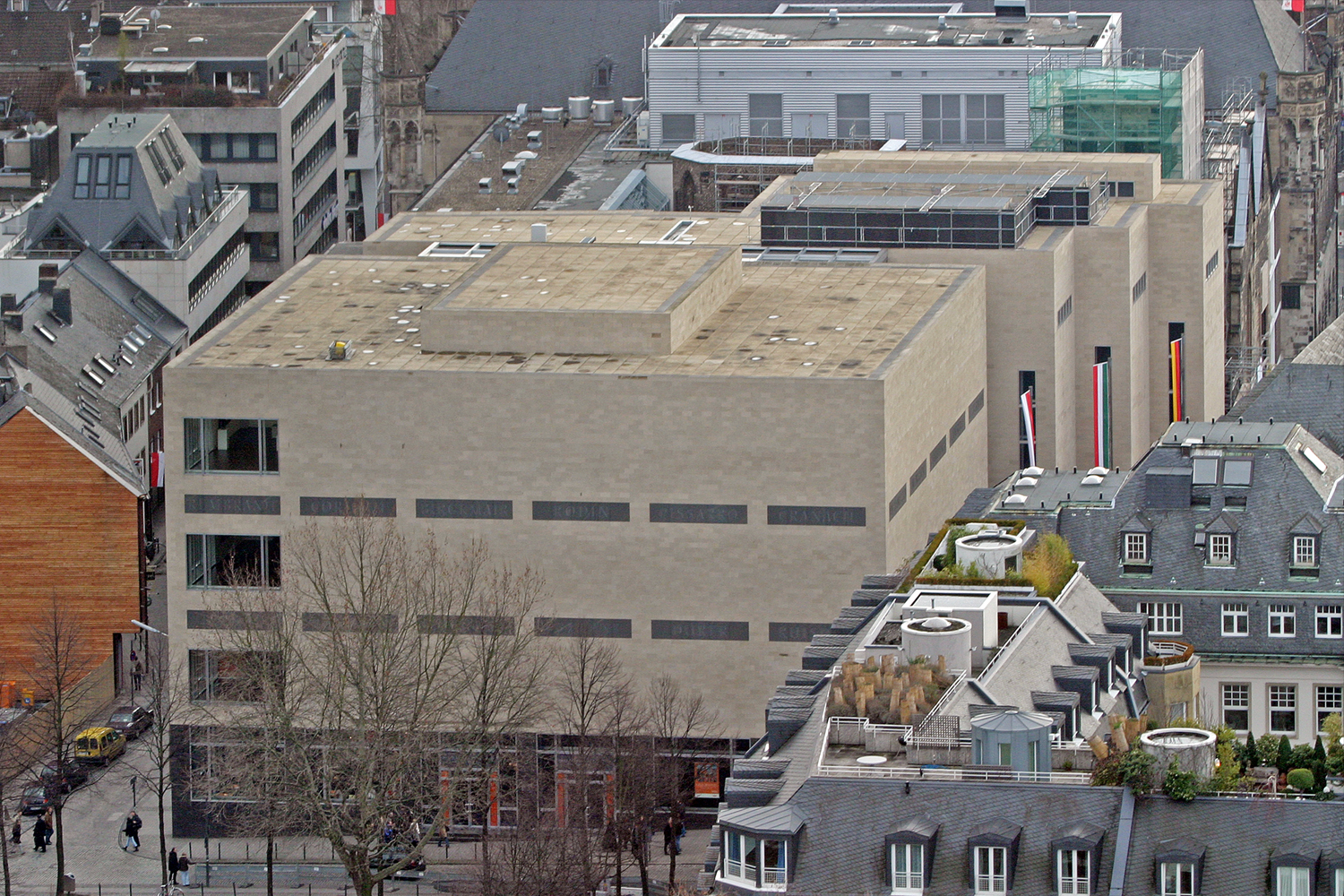
Wallraf-Richartz-Museum w Kolonii

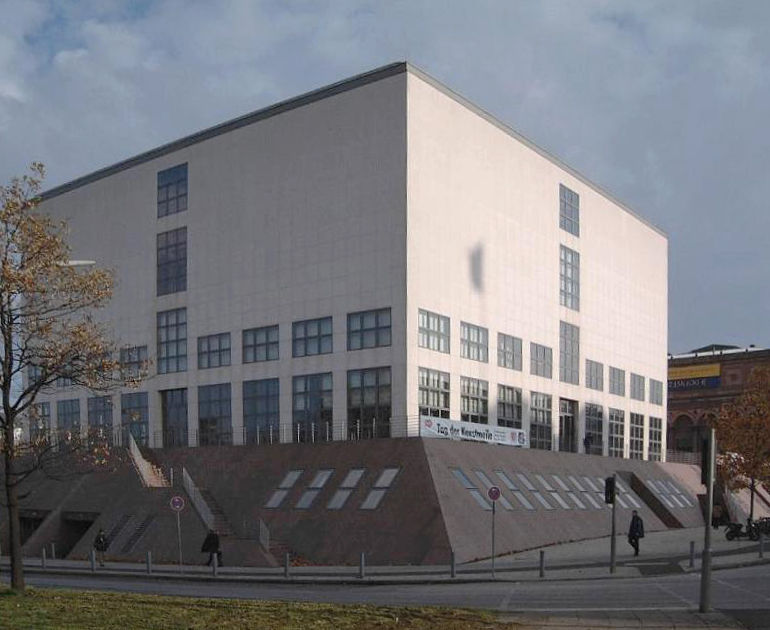
Galeria Sztuki Współczesnej w Hamburgu

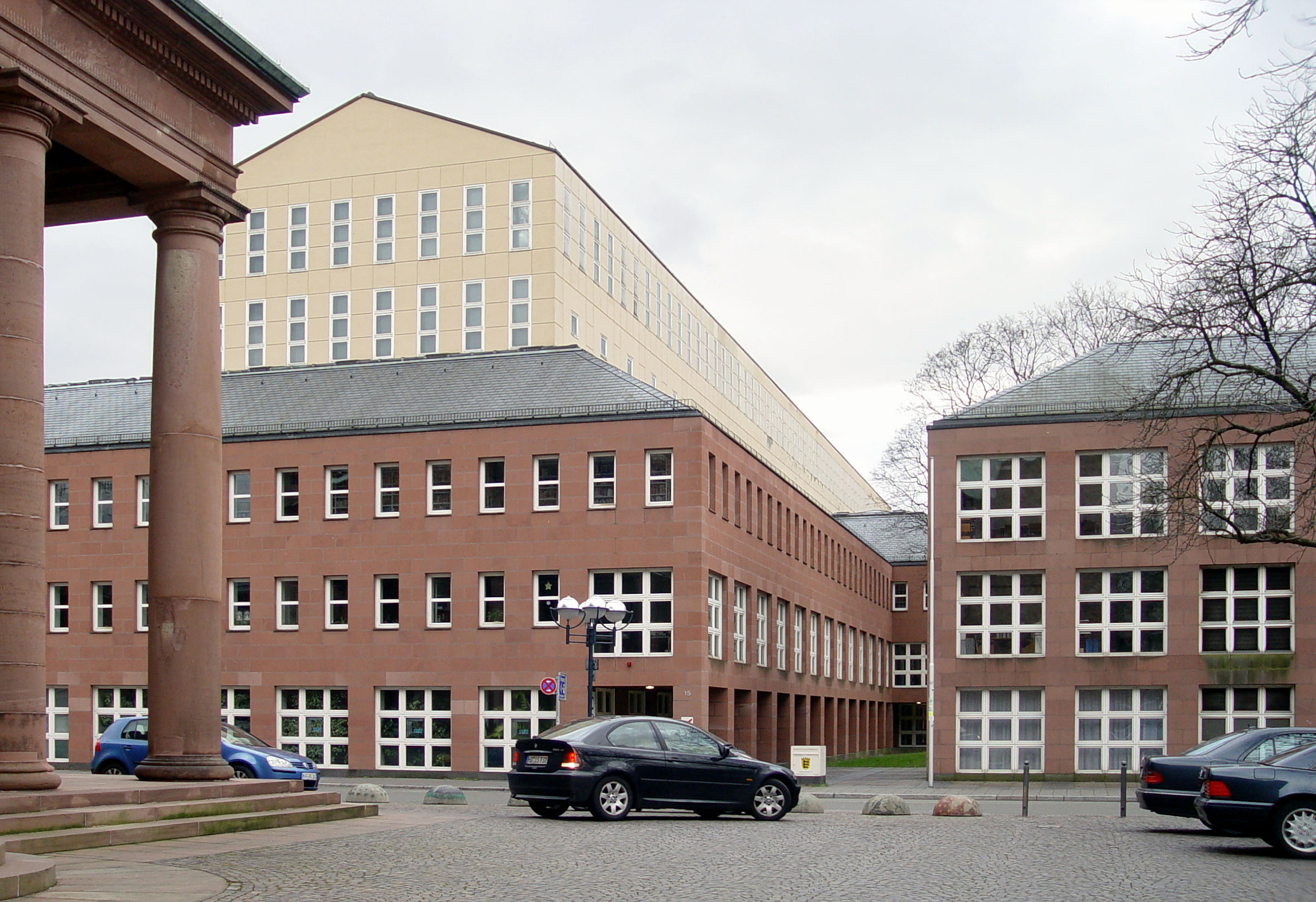
Badeńska Biblioteka Krajowa w Karlsruhe

Oswald Mathias Ungers (ur. 12 lipca 1926 w Kaisersesch w Eifel, zm. 30 września 2007 w Kolonii) – niemiecki architekt współczesny.

## Życiorys
Studiował w latach 1947–1950 na Karlsruher Institut für Technologie u Egona Eiermanna. Od 1950 prowadził biuro architektoniczne w Kolonii, od 1964 w Berlinie, od 1974 we Frankfurcie nad Menem i od 1983 w Karlsruhe.
Był profesorem, a w latach 1965–1967 dziekanem wydziału architektury Uniwersytetu Technicznego w Berlinie. W 1967 został powołany na Cornell University w Ithace, w latach 1969–1975 był kierownikiem tamtejszego wydziału architektury. W 1973 uczył na Uniwersytecie Harvarda w Bostonie, w latach 1974–1975 na University of California w Los Angeles, w latach 1979–1980 na Uniwersytecie Sztuk Użytkowych w Wiedniu i w latach 1986–1990 na Akademii Sztuk Pięknych w Düsseldorfie. Był pod koniec życia członkiem Akademii Sztuk w Berlinie.
Jego budynki charakteryzują się oparciem struktury przestrzennej na ortogonalnej siatce geometrycznej. Fasady wykorzystują motyw kwadratu, bryły budynku są często sześcienne. Klarowne formy trwały w jego twórczości nieprzerwanie od wielu lat, co jest rzadkością wśród architektów jego pokolenia.
Od 27 października 2006 do 7 stycznia 2007 Nowa Galeria Narodowa w Berlinie zaprezentowała wystawę O. M. Ungers. Kosmos der Architektur (Wszechświat architektury), zawierającą wybór prac architekta oraz część jego zbioru sztuki, księgozbioru i modeli.
Był żonaty z Liselotte Gabler, z którą miał dwoje dzieci – syna Simona (również znanego architekta) oraz córkę Sophię. Zmarł 30 września 2007 na skutek powikłań po zapaleniu płuc.

### Dzieła
- wieżowiec na osiedlu Märkisches Viertel w Berlinie, 1962-1967
- kwartał mieszkalny przy Lützowplatz w Berlinie (w ramach IBA), 1979-1983
- Niemieckie Muzeum Architektury we Frankfurcie nad Menem, 1979-1984
- galeria, hala nr 9 i wieżowiec „Torhaus” („budynek bramny”) na terenach targowych we Frankfurcie nad Menem, 1980–1983
- Badeńska Biblioteka Krajowa w Karlsruhe, 1983-1991
- budynek główny Instytutu Alfreda Wegenera w Bremerhaven, 1986
- termy przy Viehmarkt w Trewirze, 1989–1996
- sąd rodzinny w Berlinie-Kreuzbergu, 1993–1995
- dom towarowy Friedrichstadt-Passagen (Quartier 205) w Berlinie, 1993–1996
- rozbudowa targów w Berlinie, 1993–1999
- ambasada niemiecka w Waszyngtonie, 1994
- rozbudowa Galerii Sztuki Współczesnej w Hamburgu, 1997
- Wallraf-Richartz-Museum w Kolonii, 2001

### Projekty niezrealizowane i w toku
- zabudowa okolic Dworca Głównego w Berlinie
- przebudowa Pergamonmuseum w Berlinie